# Elasmodontomys obliquus
Genre
Espèce
Elasmodontomys obliquus est un rongeur éteint, la seule espèce du genre Elasmodontomys.